# Visconde de Lançada
Visconde de Lançada é um título nobiliárquico criado por D. Maria II de Portugal, por Decreto de 10 de Janeiro de 1849, em favor de Manuel Inácio de Sampaio e Pina Freire.
Titulares;
1. Manuel Inácio de Sampaio e Pina Freire, 1.º Visconde de Lançada;
2. Inácio Júlio de Sampaio e Pina Freire, 2.º Visconde de Lançada.

Após a Implantação da República Portuguesa, e com o fim do sistema nobiliárquico, usaram o título: 
1. D. Domingos de Sousa e Holstein Beck, 3.º Visconde de Lançada, 5.º Duque de Palmela, 4.º Conde de Calhariz, 3.º Conde da Póvoa;
2. D. Alexandre de Sousa e Holstein Beck, 4.º Visconde de Lançada;
3. D. Alexandre Lobo Guedes de Sousa e Holstein, 5.º Visconde de Lançada.